# 馬威 (巨人)
馬威（德路固語：Mawi），是台灣太魯閣族傳說中的巨人，因為愛搗蛋且騷擾族人而被太魯閣族使計殺害。

## 大小
據說馬威一腳就可以跨越一個山頭，可以把踩過的土地變成山谷，腳踩在地上就像是地震般，「布洛灣」與「希拉岸」兩個台地和花東縱谷平原就是他踩出來的。

## 傳說
遠古時期，馬威和在太魯閣族的生活在一起，他仗著自己高大的身材，經常在太魯閣族追趕的獵物的時候搶先到前面，摘開嘴把被趕來的獵物一口吞掉，而走路時的震撼也讓太魯閣族的房子都倒塌只能住在山洞中，附近的動植物也快被他吃光，太魯閣族最後忍無可忍，想出一個計策：在山上將一顆大石頭燒紅，並且趕走附近其他動物，作出在追趕獵物的樣子，讓馬威以為大石頭就是動物而把它吞進嘴中，隨即痛得在地上打滾，最後掉進海中，兩隻腳各變成綠島和蘭嶼。
另有其他版本的傳說認為，馬威其實沒有那麼壞，反而經常幫助部落嚇跑入侵的黑熊、喝光即將淹沒村落的大洪水，而他之所以會踩出花東縱谷平原，也是為了給收成不好的太魯閣族耕種，而太魯閣族一開始也只是想要給愛搗蛋的他一個教訓，沒想到會變成這樣。
關於馬威的最後，有人認為他死了、有人認為他再也不敢靠近、也有人認為他只是在海中睡著。